# Eric Havelock
Pour les articles homonymes, voir Havelock.
Eric Alfred Havelock, né le 3 juin 1903 à Londres et mort le 4 avril 1988 à Poughkeepsie, est un spécialiste britannique de la littérature antique.

## Biographie
Il a vécu la plupart de sa vie au Canada et aux États-Unis. Il a été professeur à l'Université de Toronto et a fait partie des universitaires impliqués dans le mouvement socialiste canadien pendant les années 1930. Pendant les années 1960 et 1970 il a dirigé les départements de lettres classiques de Harvard et de Yale. Bien qu’il ait été formé selon la tradition des lettres classiques à Oxbridge au début du XXe siècle, qui voyait l'histoire intellectuelle grecque comme une chaîne ininterrompue d’idées reliées entre elles, Havelock quitta radicalement ses maîtres et il proposa un nouveau modèle de littérature du monde classique, fondé sur une différence bien marquée entre la littérature du VIe et Ve siècles av. J.-C. et, celle du IVe siècle av. J.-C.
Une bonne partie de l’œuvre de Havelock est consacrée au développement d’une seule thèse : que toute la pensée occidentale découle d'un changement radical dans les types d’idées disponibles à l’esprit humain au moment où la philosophie grecque passa d’une forme orale à une forme écrite. Cette idée est très controversé dans le domaine des études classiques et elle a été entièrement rejetée par de nombreux spécialistes de lettres classiques, à son époque et plus récemment. Cependant Havelock et ses idées ont eu une influence considérable en ce qui concerne tant les études classiques que d’autres domaines universitaires. Walter J. Ong (qui fut, lui-même vivement influencé par Havelock) et lui ont élaboré le champ nébuleux consacré à l’étude de la transition entre oral et écrit et Havelock est l’un des théoriciens les plus fréquemment cités dans ce domaine ; en tant qu’étude de la communication, son travail a profondément influencé les théories des médias de Harold Innis et Marshall Mc Luhan. L’influence de Havelock s’est diffusée au-delà de l’étude du monde classique jusqu’à celle de transitions analogues en d’autres périodes et lieux.

### Formation et débuts à l’université
Havelock est né à Londres, mais il a grandi en Écosse et il s'est inscrit à l'école Leys à Cambridge lorsqu'il avait 14 ans. Il a étudié avec W. H. Balgarnie, un spécialiste de lettres classiques auquel Havelock accordait beaucoup d’estime. En 1922, Havelock a commencé à étudier au collège Emmanuel de l’université de Cambridge.
Pendant qu’il suivait l’enseignement de F. M. Cornford à Cambridge, Havelock a commencé à se poser des questions sur les idées communément acceptées à propos de la nature de la philosophie présocratique et, surtout, sur sa relation avec la pensée socratique. Dans son avant-dernier livre, consacré à l’adoption de l’écriture en Grèce (The Literate Revolution in Greece), Havelock se souvient avoir été frappé par un écart entre le langage utilisé par les philosophes qu’il était en train d’étudier et le style très platonicien dans lequel les textes de ces philosophes étaient interprétés dans les études standards. On savait que quelques textes philosophiques (Parménide, Empédocle) avaient été écrits non seulement en vers mais dans le mètre utilisé par Homère, lequel avait été identifié récemment (d'une façon encore controversée à cette époque-là) par Milman Parry comme un poète oral, mais Conford et d'autres spécialistes de ces premiers philosophes considéraient que cette pratique n’était qu’une survivance presque insignifiante des conventions héritées d’Hésiode. Finalement Havelock est arrivé à la conclusion que les aspects poétiques de la philosophie précoce « ne concernent pas le style, mais la substance » et que des penseurs tels que Héraclite et Empédocle, ont en fait plus de choses en commun même sur le plan intellectuel avec Homère qu'avec Platon et Aristote. Pourtant il ne s'est démarqué de Cornford publiquement que bien des années plus tard.